# مزاحم إدريس عاشور الحمداني
مزاحم الحمداني، كاتب وأديب وفقيه وداعية إسلامي عراقي من الموصل.

## نشأته
ولد مزاحم الحمداني في عام 1386هـ/ 1967م، في مدينة الموصل بمحافظة نينوى، ونشأ في أسرة ريفية صغيرة، وأسرته أسرة متدينة، ومحافظة للعادات والتقاليد العربية الأصيلة الموافقة للشريعة الإسلامية، وكان عملهم لكسب قوت الأسرة ولقمة العيش الزراعة وتربية المواشي.

## دراسته
بدأ دراسته الابتدائية عام 1971 في مدرسة أبو جربوعة، وبعد تخرجهِ واصل دراستهِ في ثانوية بعشيقة، وبعد مضي سنةٍ على دراسته في الثانوية المذكورة آنفاً انتقل منها إلى متوسطة معاذ بن جبل المسائية في الموصل واستمر في دراسته الأكاديمية حتى تخرج من معهد إعداد الأئمة والدعاة.
تابع دراسته الإسلامية؛ فدرس العلوم النقلية والعقلية والعلوم الشرعية على أيدي علماء ومشايخ الموصل فدرس علم التفسير والفقه وعلم القراءات والتجويد، وحصل على إجازة علمية برواية حفص عن عاصم من طريق الشاطبية، وأيضاً حصل على إجازة علمية بقراءة عاصم لراوييه رواية شعبة وحفص من طريق الشاطبية.

## من أهم إنجازاته
كاتب مقالات منذ عام 1992 وكتب لمجلات وجرائد كثيرة، عربية ومحلية، منها مجلة التربية الإسلامية وجريدة الحدباء العراقية التي كانت تصدر من مدينة الموصل. وفي الوقت نفسه عمل في تدريس التجويد لقراءة القرآن الكريم برواية حفص عن عاصم من طريق الشاطبية، وله نشاطات دعوية أخرى كدورات العطلة الصيفية للطلاب وتعليمهم علم التجويد. وشارك في مؤتمرات وندوات كثيرة حول موضوع السلام والسلم المجتمعي وحوار الأديان، ومنها مؤتمر لمنظمة بولمند الألمانية داخل العراق.

## مؤلفاته
لهُ مؤلفات عديدة في الأدب الإسلامي منها مطبوعة وغير مطبوعة، ومنها:
1. نزهة الصالحين - طبع في الأردن - دار الإبتكار للنشر والتوزيع.[1]
2. تسلية الأذكياء - طبع في الأردن - دار الإبتكار للنشر والتوزيع.[2]
3. جواهر الوصايا - طبع في الأردن - دار الإبتكار للنشر والتوزيع.[3]
4. مصارع الظالمين - طبع في الأردن دار الإبتكار للنشر والتوزيع.[2]
5. اشواك ورياحين - طبع في العراق - دار الكتب والوثائق بغداد - العراق.
6. فتوبوا إلى بارئكم - طبع في لبنان - دار الكتب العلمية.[4]
7. رحيق الإيمان - طبع في العراق - دار الكتب والوثائق بغداد - العراق.[2]
8. ثم بكيت - طبع في العراق - دار الكتب والوثائق بغداد - العراق .[5]
9. النداءات الإلهية للمؤمنين - طبع في العراق - دار الكتب والوثائق بغداد - العراق .[2]
10. بائع المسك - طبع في العراق - دار الكتب والوثائق بغداد - العراق .[2]
11. تقويم اللسان لتلاوة القرآن - طبع في العراق - دار الكتب والوثائق بغداد - العراق.
12. السابغات لرد الشبهات - تحت الطبع.
13. ثمرة الأذهان .. في فهم وتدبر آيات القرآن - تحت الطبع.

ولهُ مجموعة من الرسائل والسير لبعض الشخصيات الدينية والثقافية والتاريخية منشورة في المجلات والجرائد المحلية.

## عضويته في الاتحادات والمؤسسات العلمية والمدنية
- عضو في الاتحاد العالمي لعلماء المسلمين
- عضو في الإتحاد الدولي للكتاب العرب
- عضو في رابطة طلبة العلوم الشرعية
- عضو في اتحاد علماء كردستان - العراق